# Sant Pere de Riudecols
Sant Pere de Riudecols és l'església parroquial de Riudecols (Baix Camp) protegida com a bé cultural d'interès local.

## Descripció
És una església de paredat i carreus. Consta d'una nau amb capelles comunicades. Es troba coberta amb volta de canó amb llunetes a la nau, volta de canó a les capelles i de creueria a la capçalera i al cor. És d'estil renaixentista, amb façana molt senzilla que conserva restes d'esgrafiat geomètric. La portada consta de pilastres, cornisa i frontó entretallat. Té campanar als peus.
S'hi conserven diversos objectes d'orfebreria.

## Història
Església parroquial començada a finals del segle xvii i acabada l'any 1700.